# Campo Taranz
El campo Taranz és un ermot  entre les localitats d'Anguita, Luzón, a la província de Guadalajara, i Benamira (Medinaceli) i Layna (Arcos de Jalón), a la província de Sòria (Espanya).
Pel seu extrem est confronta amb la sierra de Solorio, pels seus extrems nord i oest amb sierra Ministra, pel sud amb la vega del Tajuña. Geològicament, l'indret pertany, majoritàriament, al liàsic (Juràssic Inferior). A la zona destaca la presència del jaciment de "Cerro Pelado" (primera reserva paleontològica nacional), de principis del Pliocè Inferior. A tota la seva extensió supera els 1.000 metres d'altitud. Al paratge s'arriben a enregistrar temperatures (mitjanes de mínimes absolutes) properes als 11 graus negatius a l'hivern, podent-se arribar als 4 o 5 graus a l'estiu.

## Ecologia
Destaca la presència de Rhamnus catharycal, planta especialment protegida, virtut de la seva reduïda distribució. Són abundants, també el ginebre comú (Juniperus communis), la farigola (Thymus vulgaris), així com Satureja montana i d'altres plantes de pàram. Són especialment destacables les poblacions de Juniperus thurifera L., hi ha també plantacions de pi roig (Pinus sylvestris), a la zona que pertany a Anguita.

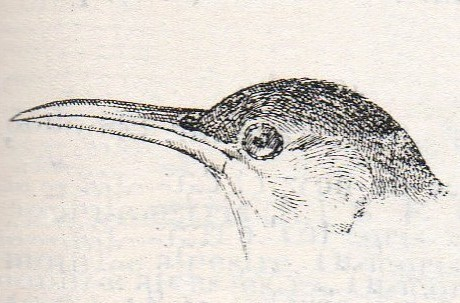
L'Alosa becuda, dibuix de Paul Paris (1875-1938)

A la zona hi ha una de les majors poblacions d'alosa becuda (Chersophilus duponti), junt a la que es troba a Baraona (Sòria). Destaca, igualment, l'abundància d'aus de rapinya, d'estepa, rèptils com l'escurçó i l'esporàdica presència del llop ibèric. Bona part del terme està declarat lloc d'interès comunitari i zona d'especial protecció per a les aus.